# 敞車
敞車是鐵路貨車的車種之一，其特色為無蓋、四邊側板，其中兩邊側板有可翻開之側門，以方便卸除貨物。該車型主要用途為運煤或道碴等不畏風雨之散裝物品。
敞車代號因國家而異，例如中国铁路货车基本型号使用“C”，台灣鐵路管理局使用“G”略號“ㄨ”，日本貨物鐵道（JR貨物）以（Tora）表示。

## 图集

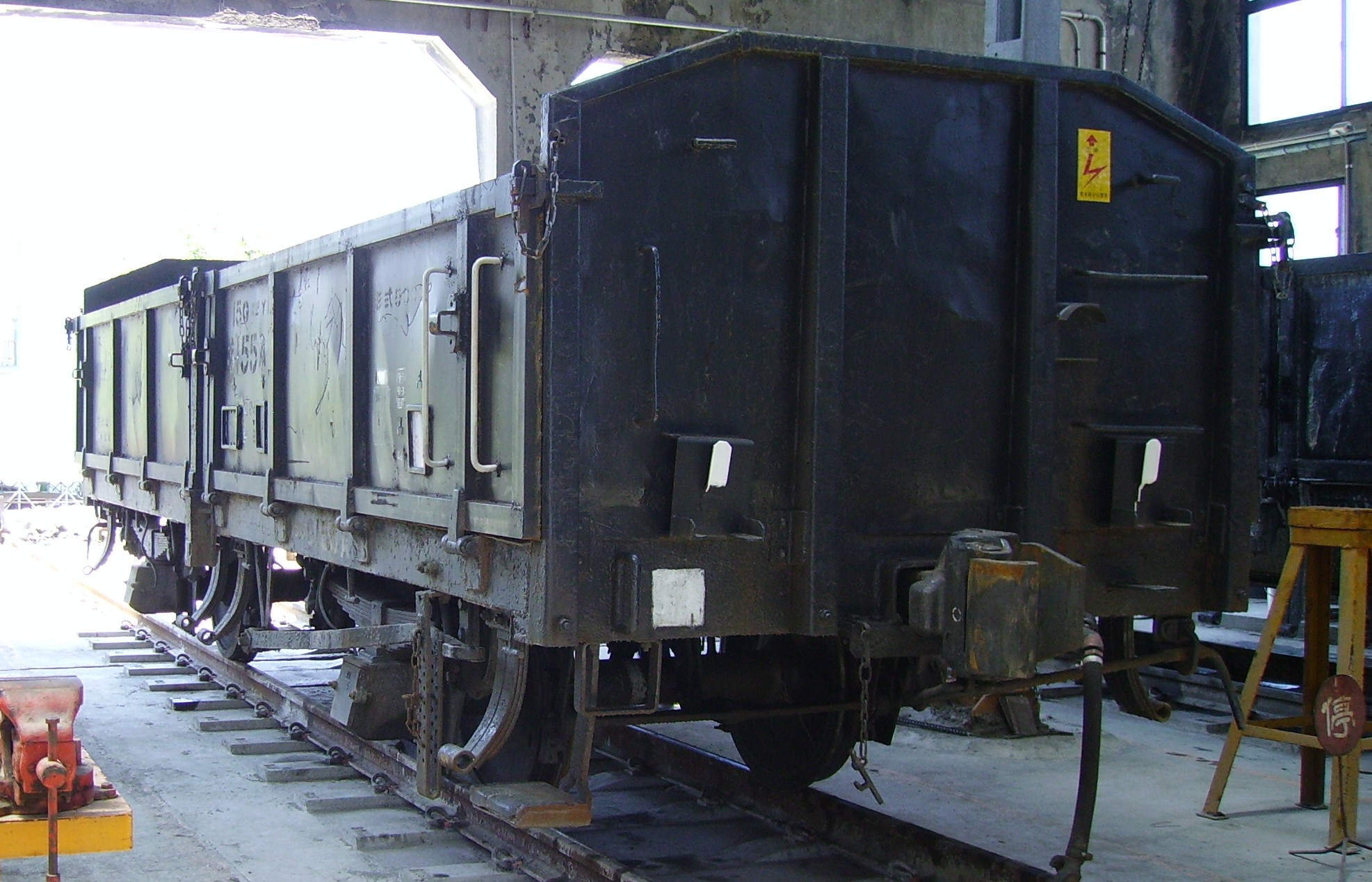
台灣台鐵的兩軸敞車15G8000型
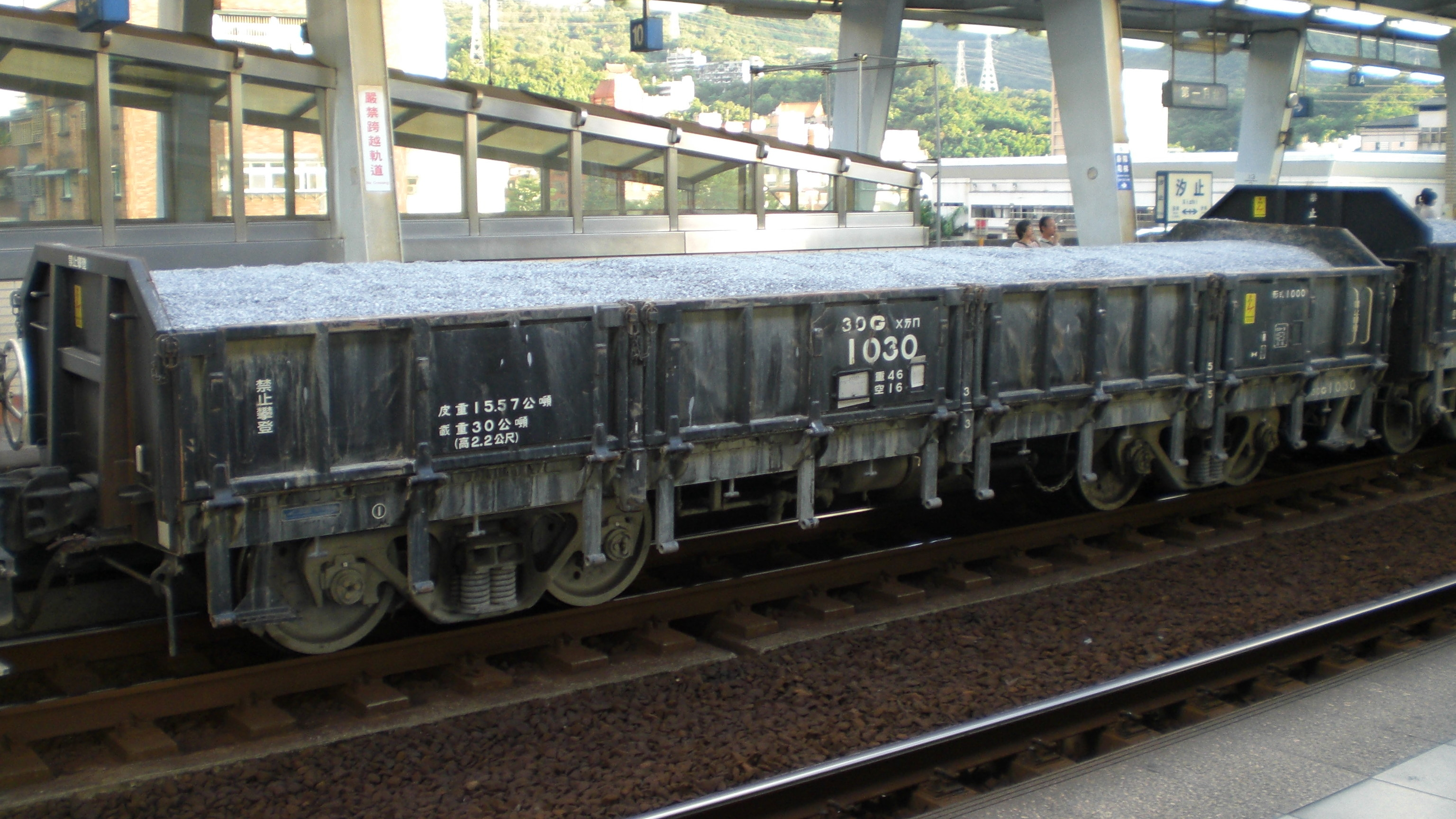
台灣台鐵的四軸敞車30G1000型
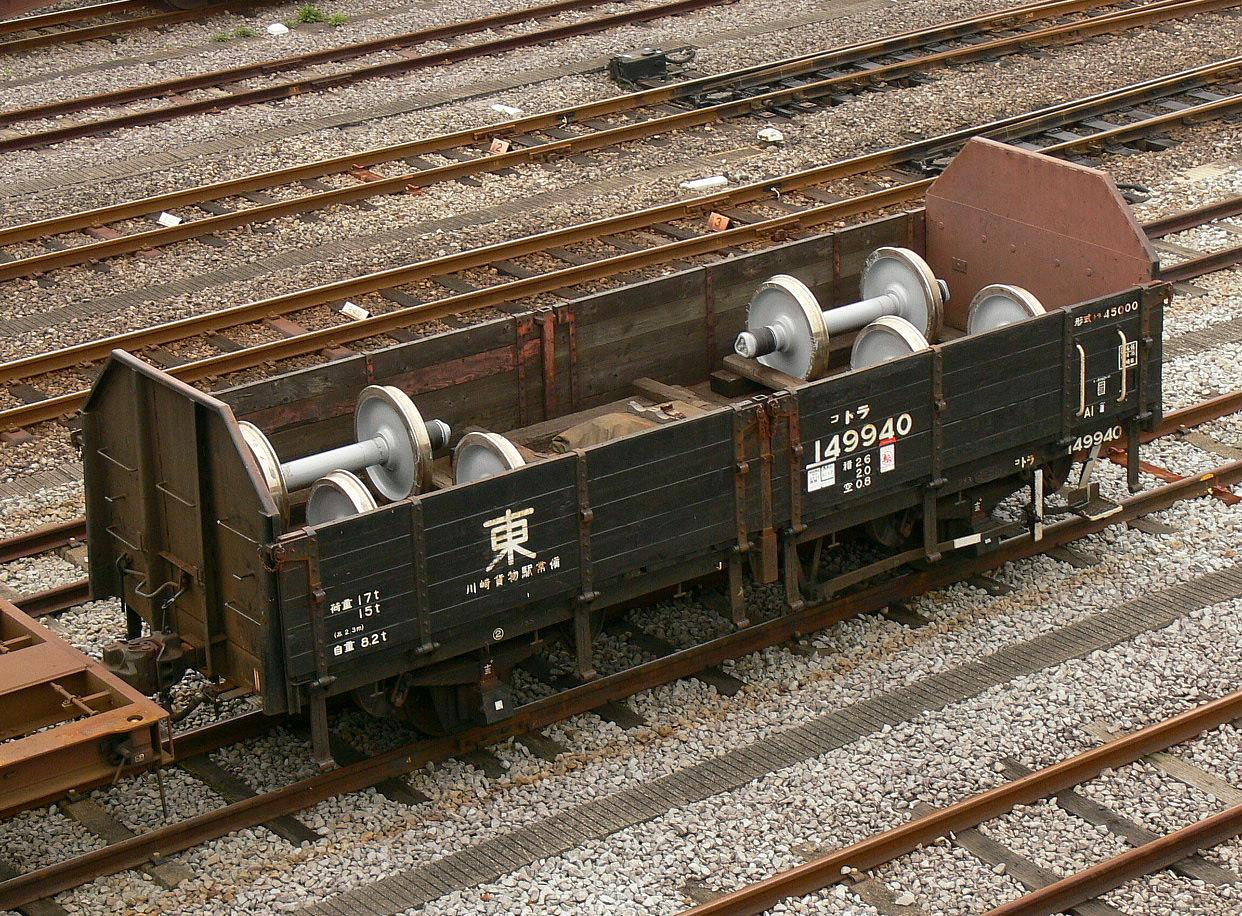
日本的TORA 45000型敞車
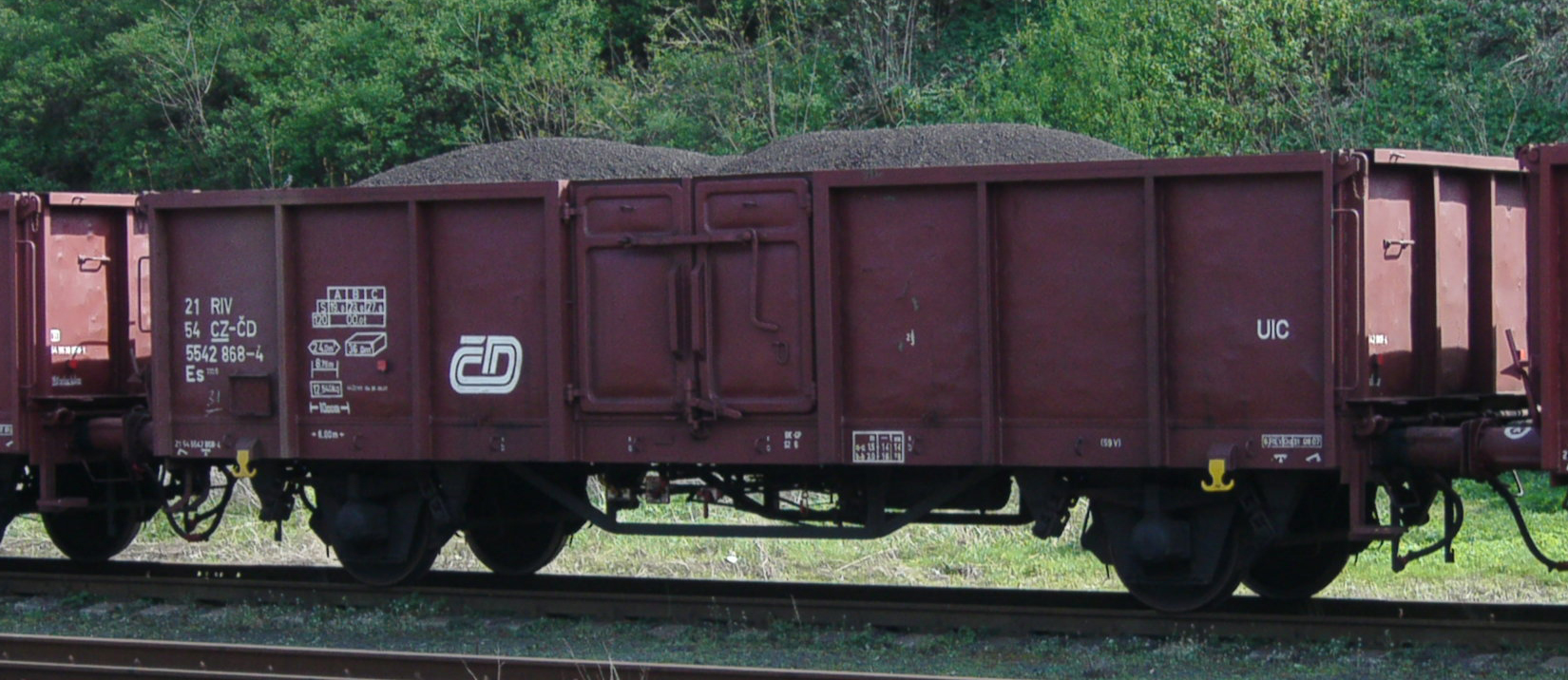
歐洲典型的一種兩軸敞車之外型
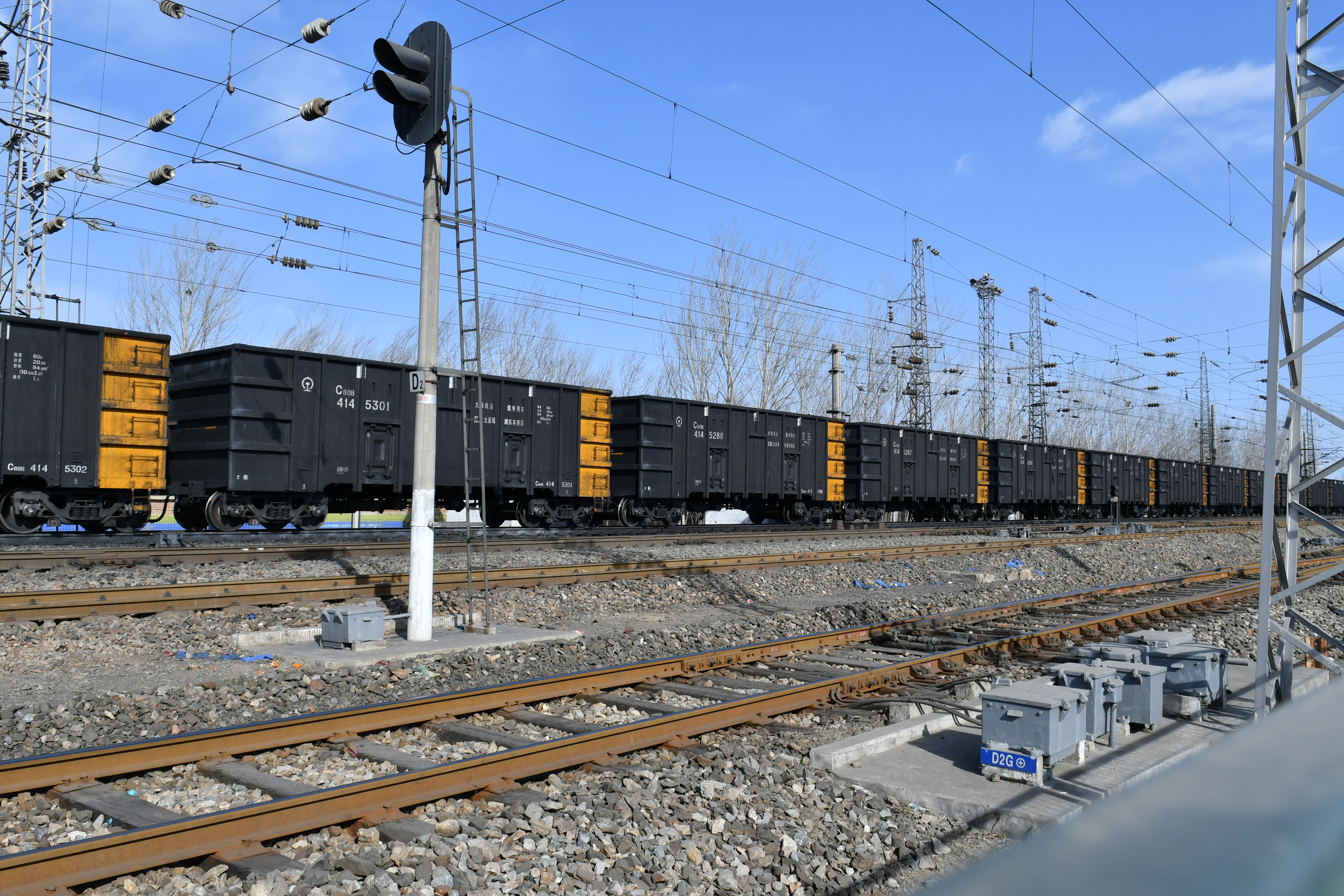
大秦铁路上的C80B型敞车，可在不摘钩的同时于翻车机内卸下煤炭
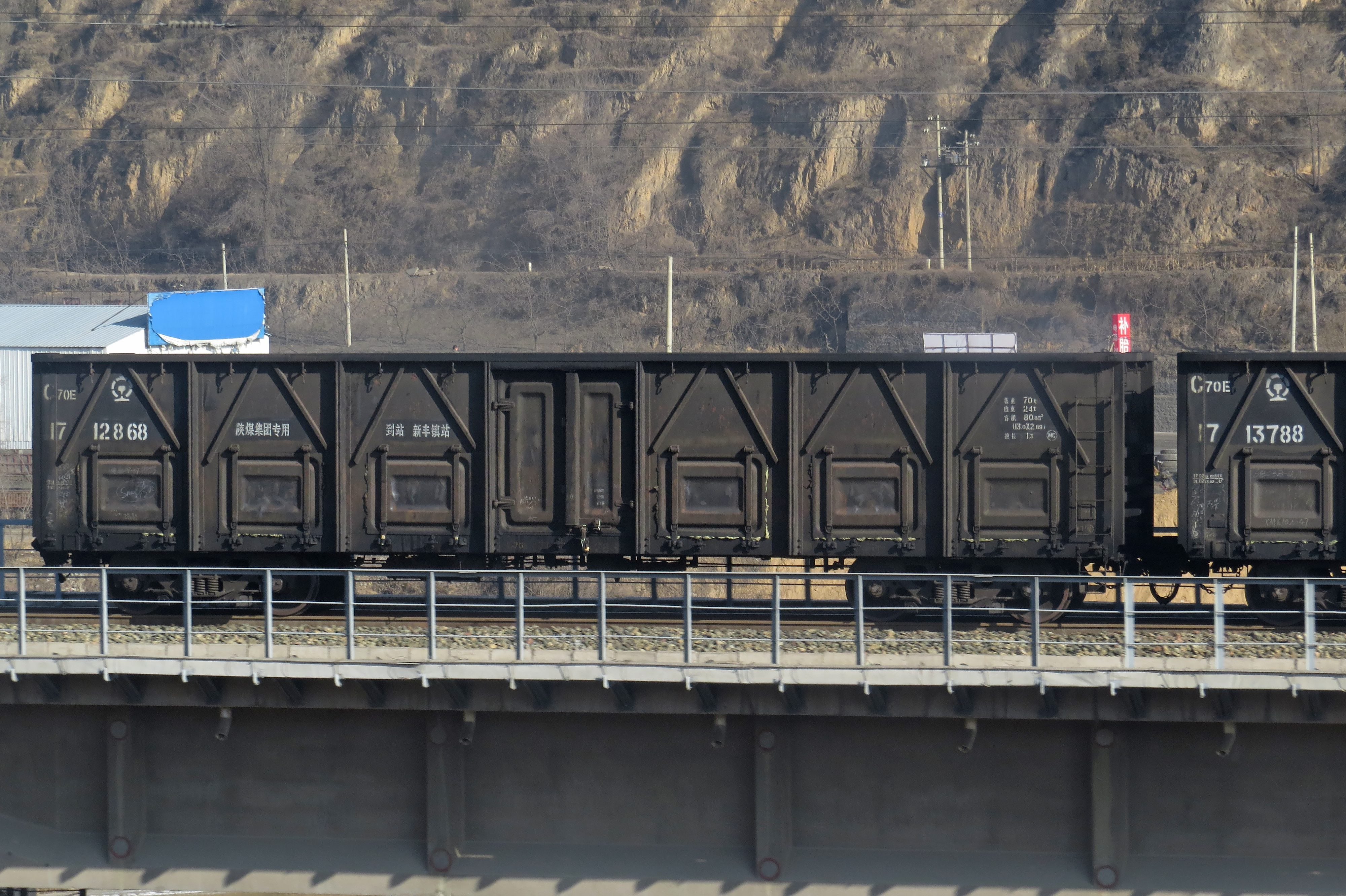
C70E型敞车在包西铁路行驶
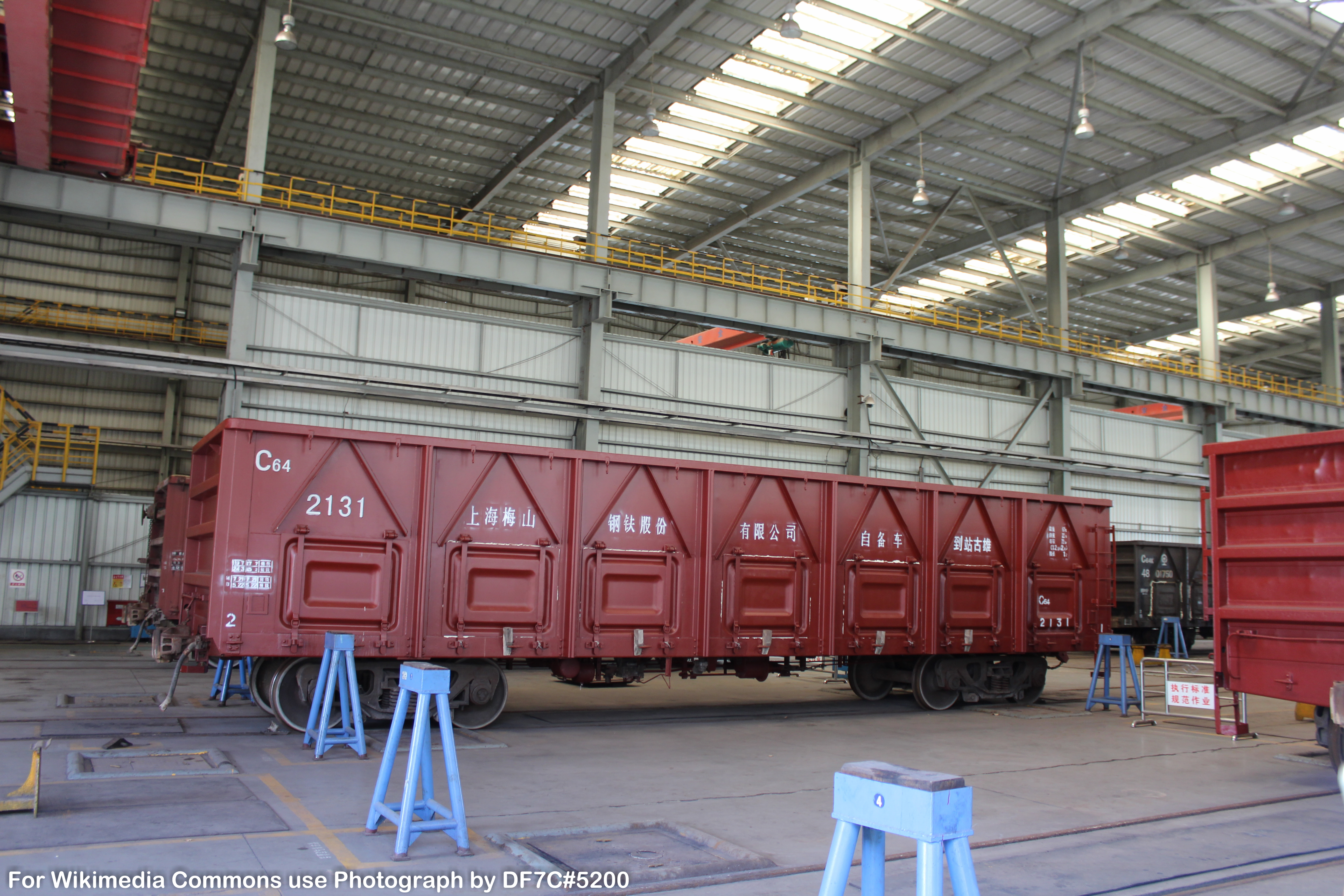
上海梅山钢厂铁路自备的C64型敞车
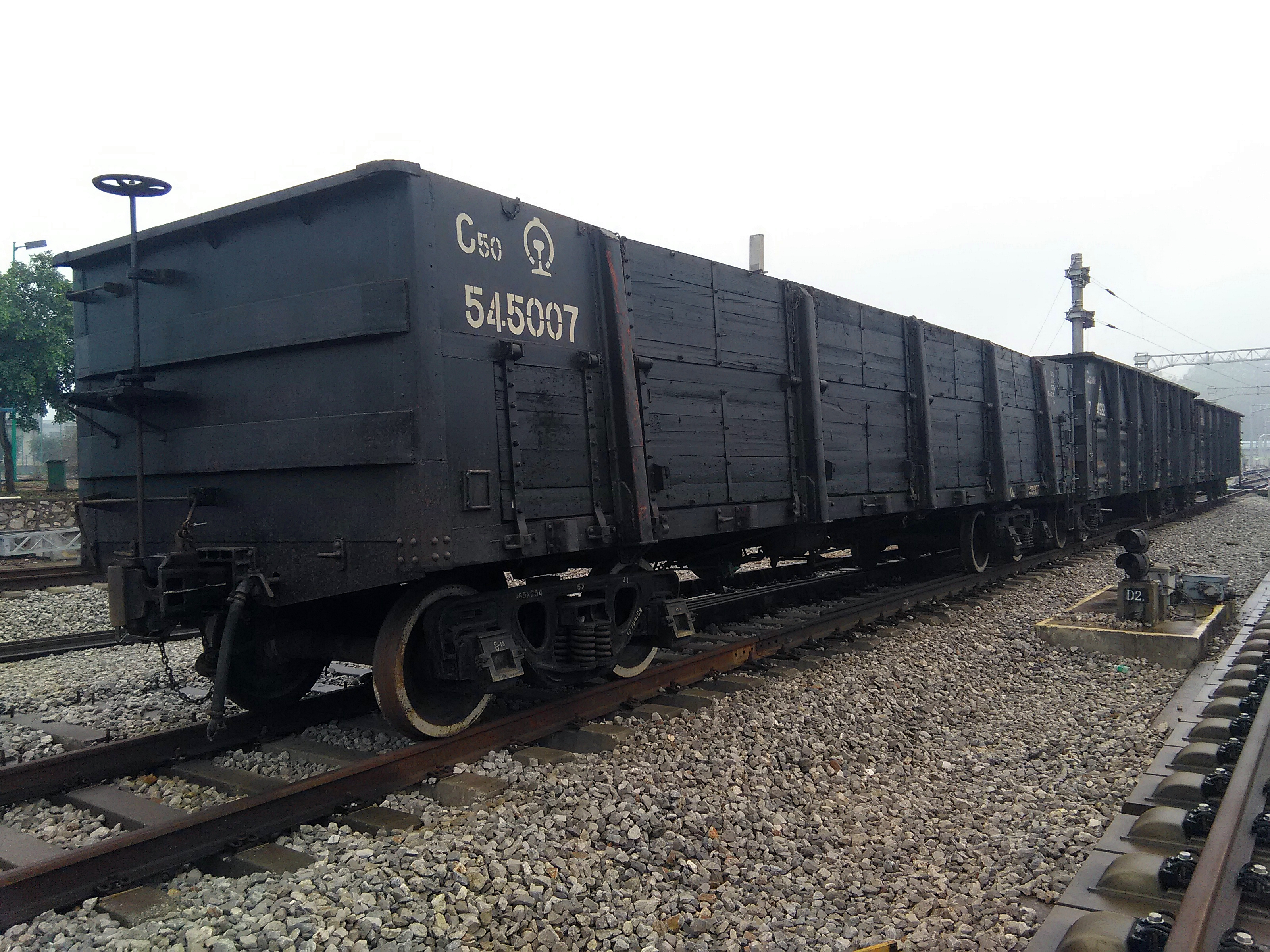
柳州铁道职业技术学院内存放的C50型敞车